# Шубков
Шубков (укр. Шубків) — село в Белокриницкой сельской общине Ровненского района Ровненской области Украины.
Население по переписи 2024 года составляло 1635 человек. Почтовый индекс — 35325. Телефонный код — 362. Код КОАТУУ — 5624689801.